# Барнстед (Нью-Гемпшир)
Барнстед (англ. Barnstead) — місто (англ. town) в США, в окрузі Белкнеп штату Нью-Гемпшир. Населення — 4915 осіб (2020).

## Демографія
Згідно з переписом 2010 року, у місті мешкали 4593 особи в 1727 домогосподарствах у складі 1296 родин. Було 2319 помешкань
Расовий склад населення:
| - 97,4 % — білих - 0,4 % — чорних або афроамериканців - 0,3 % — корінних американців - 0,3 % — азіатів |

До двох чи більше рас належало 1,4 %. Частка іспаномовних становила 0,8 % від усіх жителів.
За віковим діапазоном населення розподілялося таким чином: 24,3 % — особи молодші 18 років, 65,1 % — особи у віці 18—64 років, 10,6 % — особи у віці 65 років та старші. Медіана віку мешканця становила 39,9 року. На 100 осіб жіночої статі у місті припадало 101,4 чоловіків;  на 100 жінок у віці від 18 років та старших — 102,0 чоловіків також старших 18 років.
Середній дохід на одне домашнє господарство  становив 88 554 долари США (медіана — 73 000), а середній дохід на одну сім'ю — 97 204 долари (медіана — 81 406). Медіана доходів становила 48 170 доларів для чоловіків та 40 977 доларів для жінок. За межею бідності перебувало 5,0 % осіб, у тому числі 3,7 % дітей у віці до 18 років та 4,6 % осіб у віці 65 років та старших.
Цивільне працевлаштоване населення становило 2748 осіб. Основні галузі зайнятості: освіта, охорона здоров'я та соціальна допомога — 24,0 %, роздрібна торгівля — 11,8 %, виробництво — 11,4 %.